# Hemitaurichthys
Hemitaurichthys é um gênero de peixe borboleta, da família Chaetodontidae. A sua etimologia vem do grego hemi, que significa metade, taureia significa pele de touro e ichthys que significa peixe, ou seja ''Peixe metade pele de touro''.

## Espécies
O gênero possui 4 espécies conhecidas:
- Hemitaurichthys multispinosus
- Hemitaurichthys polylepis
- Hemitaurichthys thompsoni
- Hemitaurichthys zoster

## Híbrido no Havaí
Em agosto de 2010, a distribuidora japonesa de espécies exóticas marinhas Blueharbor, capturou o primeiro exemplar híbrido conhecido deste gênero no Havaí. O peixe parecia possuir as características do Hemitaurichthys thompsoni e do Hemitaurichthys polylepis.